# Parc d'État de Presque Isle
Pour les articles homonymes, voir Presque Isle.
Le parc d'État de Presque Isle (en anglais : Presque Isle State Park, prononcé ˌprɛsk.ˈaɪl) est un parc d'État de la Pennsylvanie, sur une péninsule s'avançant dans le lac Érié, aux États-Unis. Faisant une superficie de 12,95 kilomètres carrés, le parc se situe à 6,4 kilomètres à l'ouest de la ville d'Érié et forme la baie de Presque Isle. Il dispose de 21 kilomètres de routes et 34 kilomètres de sentiers, treize plages destinées à la baignade et une marina. La natation, le canotage, la randonnée pédestre, le cyclisme et l'observation des oiseaux comptent parmi les activités les plus populaires du parc.
L'histoire connue de la péninsule commence avec la nation du Chat (ou Érié), tribu américaine qui a donné son nom au lac Érié et à la ville d'Érié. La péninsule fut le lieu d'implantation de forts français, britanniques et américains, ainsi qu'une base pour la flotte du Commodore Oliver Hazard Perry dans la guerre anglo-américaine de 1812. Avec l'importance croissante du transport maritime sur le lac Érié dans les années 1800, plusieurs phares ont été construits sur la péninsule et elle est devenue une station des garde-côtes américains. En 1921, elle est devenue parc d'État et en 2007, celui-ci accueillait plus de quatre millions de visiteurs par an, soit plus que tout autre parc de l'État de Pennsylvanie.
La péninsule est formée sur une moraine de la fin de la dernière période glaciaire et est constamment remodelée par les vagues et le vent. Cela conduit à la présence de sept zones écologiques différentes dans le parc, qui fournissent un exemple typique de succession écologique. National Natural Landmark depuis 1967, le parc a été reconnu comme l'un des endroits les plus propices aux États-Unis pour l'observation les oiseaux, et ceux-ci sont protégés dans une zone naturelle dédiée. Le Tom Ridge Environmental Center (TREC) à l'entrée du parc permet aux visiteurs d'en apprendre davantage sur le parc et son écologie. Le parc d'État de Presque Isle a été désigné par le Pennsylvania Bureau of Parks dans sa liste des « Vingt parcs d'État à voir absolument en Pennsylvanie ».

## Histoire

### Premiers habitants
La péninsule a été formée à la fin de la dernière ère glaciaire il y a environ 11 000 ans. Les premiers habitants connus de la côte sud du lac Érié étaient les membres de la nation du Chat — également connus sous le nom d'Érié — une tribu nord-amérindienne de langue iroquoienne. Érie est devenu le nom du lac, du comté où le parc d'État de Presque Isle se trouve et de la ville la plus proche du parc,.
Une légende de la nation du Chat mentionne que le « Grand Esprit » (une divinité) les a conduits à cette péninsule en raison de la richesse de la faune, l'abondance d'eau douce propre et les brises fraîches « venant de la terre de neige et de glace » (le Canada). Une autre légende explique comment des membres de cette tribu se sont aventurés sur le lac à la recherche de la terre où le Soleil se couche. L'« esprit » du lac créa une tempête de les empêcher de trouver le Soleil. Pour les protéger de la tempête, leur dieu a tendu son bras vers le lac, en les protégeant lors de la tempête. Le bras est resté dans le lac, offrant une protection aux générations futures de la tribu.
On présume que les membres de la tribu ont vécu de l'élevage et de l'agriculture dans la péninsule. Ils ont subi plusieurs guerres dont la dernière en 1653 contre les Iroquois. Après des premières victoires sur les Sénécas en 1654, la tribu a perdu son plus grand village, Rique (Érié), détruit par 1 800 guerriers iroquois. En 1656, la nation du Chat a été détruite en tant que peuple, bien que les Iroquois adoptassent ses survivants, principalement chez les Sénécas,.

### Forts, colons et guerre anglo-américaine de 1812

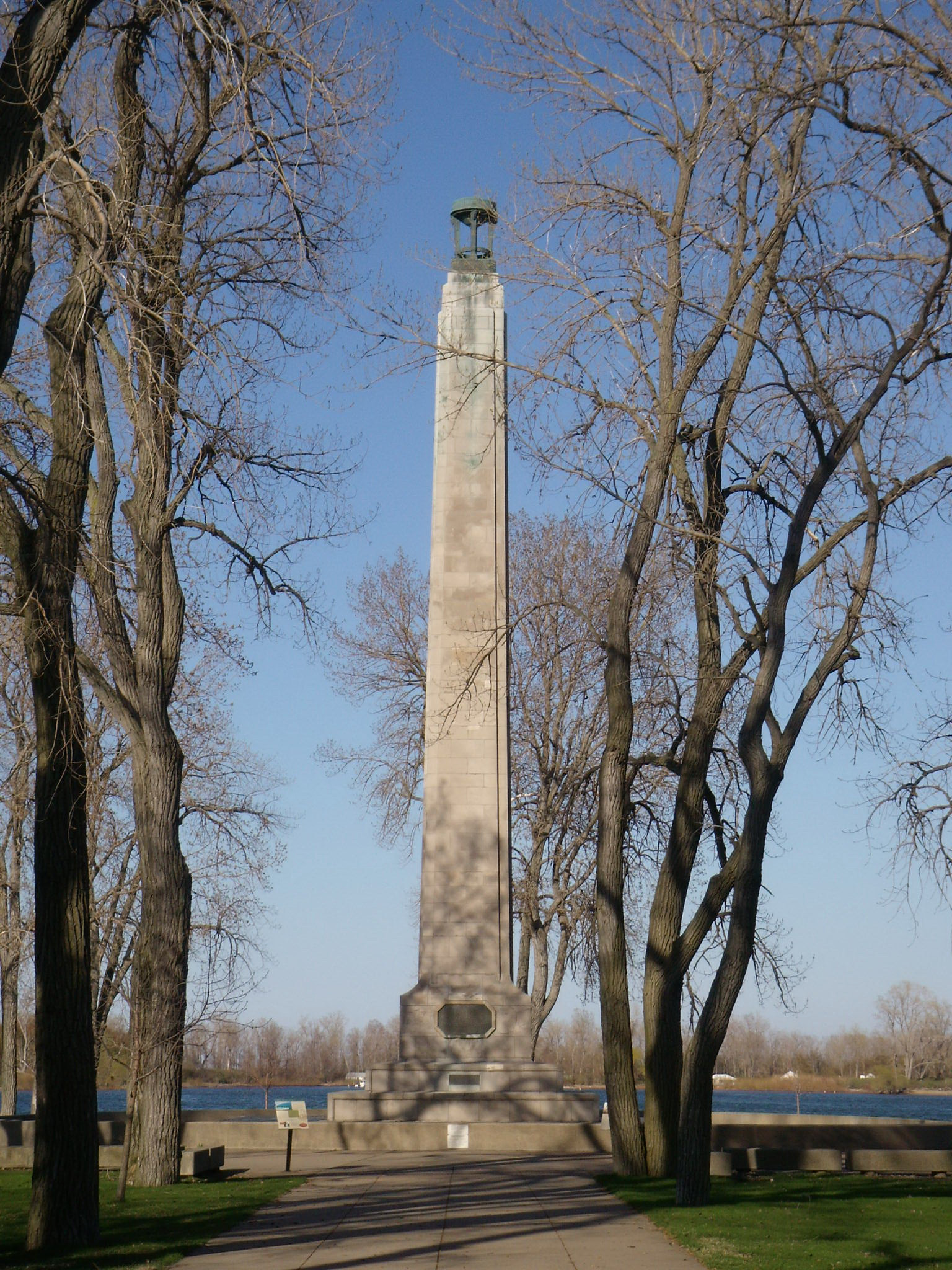
Le Perry Monument sur Presque Isle commémore la victoire navale des États-Unis sur le lac Érié lors de la guerre anglo-américaine de 1812.

Les Français nommèrent la péninsule « presqu'île » dans les années 1720. Ils y ont construit le fort de la Presqu'île à l'emplacement de la ville actuelle d'Érié en 1753, en le nommant d'après la péninsule qui protégeait le fort. Les Français ont aussi construit deux avant-postes militaires, probablement en briques, sur la presqu'île même, l'un à l'entrée de la péninsule et l'autre à sa pointe orientale. Pendant la guerre de la Conquête, les Français ont abandonné leurs postes et brûlé leur fort en 1759. Les Anglais ont construit un nouveau fort du même nom la même année, qui plus tard a été détruit par les Amérindiens le 19 juin 1763 pendant la rébellion de Pontiac.
La péninsule est passée sous contrôle américain après la guerre d'indépendance des États-Unis et les Iroquois ont vendu aux États-Unis leurs droits sur les terres comprenant la péninsule lors du deuxième traité de Fort Stanwix en 1784. La propriété de la terre fut contestée jusqu'à ce que l’État de Pennsylvanie achète le Triangle d'Érié au gouvernement fédéral le 3 avril 1792. En 1795, le général Anthony Wayne construisit un nouveau fort et le 18 avril de cette même année, la ville de Presqu'Ile, rebaptisée depuis Érié, a été aménagée à proximité. Wayne est mort au fort le 15 décembre 1796 et a été dans un premier temps enterré sur place.
Le comté d'Érié a été formé à partir du comté d'Allegheny le 12 mars 1800. Millcreek Township, qui contenait initialement à la fois la péninsule et le village d'Érié, a été l'un des townships d'origine. Érié a été nommé siège de comté en 1803, retenue comme un borough (arrondissement) en 1805, et est devenue une ville en 1851.
Pendant la guerre anglo-américaine de 1812, la péninsule joua un rôle dans la victoire sur les Anglais à la bataille du lac Érié. Oliver Hazard Perry, commandant de la flotte américaine, a fait un usage stratégique de la baie de Presque Isle en y construisant une jetée et un chantier naval temporaire pour six des neuf navires de sa flotte. Une partie du bois utilisé pour les navires provenait probablement de la péninsule. L'utilisation de ce lieu protégea les hommes en créant un obstacle qui obligeait les attaquants potentiels à faire le tour de la péninsule pour les atteindre,.
La Little Bay (« petite baie ») près de la pointe de la péninsule où les navires s'abritaient, à côté du Perry Monument a été nommée plus tard Misery Bay (« baie de la misère ») en raison des difficultés pendant l'hiver de 1813-1814, après le retour des hommes de la bataille. Beaucoup ont été victimes de la variole et ont été maintenus en quarantaine près de la baie. Un grand nombre, infectés, sont morts et ont été enterrés dans ce qu'on appelle maintenant Graveyard Pond (« mare du cimetière »),,.
Après la bataille du lac Érié le 10 septembre 1813, deux des plus gros navires de Perry ont été gravement endommagés et l'USS Lawrence a été intentionnellement coulé dans la Misery Bay. Le Lawrence a été renfloué en 1875 mais a été brûlé dans un incendie lors de l'Exposition universelle de 1876 où il était exposé. L'USS Niagara a d'abord été réparé, puis coulé pour sa conservation en 1820 et enfin renfloué en 1913. Certains de ses matériaux ont finalement été utilisés dans une réplique du Niagara ancrée dans la baie de Presque Isle,.

### Phares et station de garde-côtes

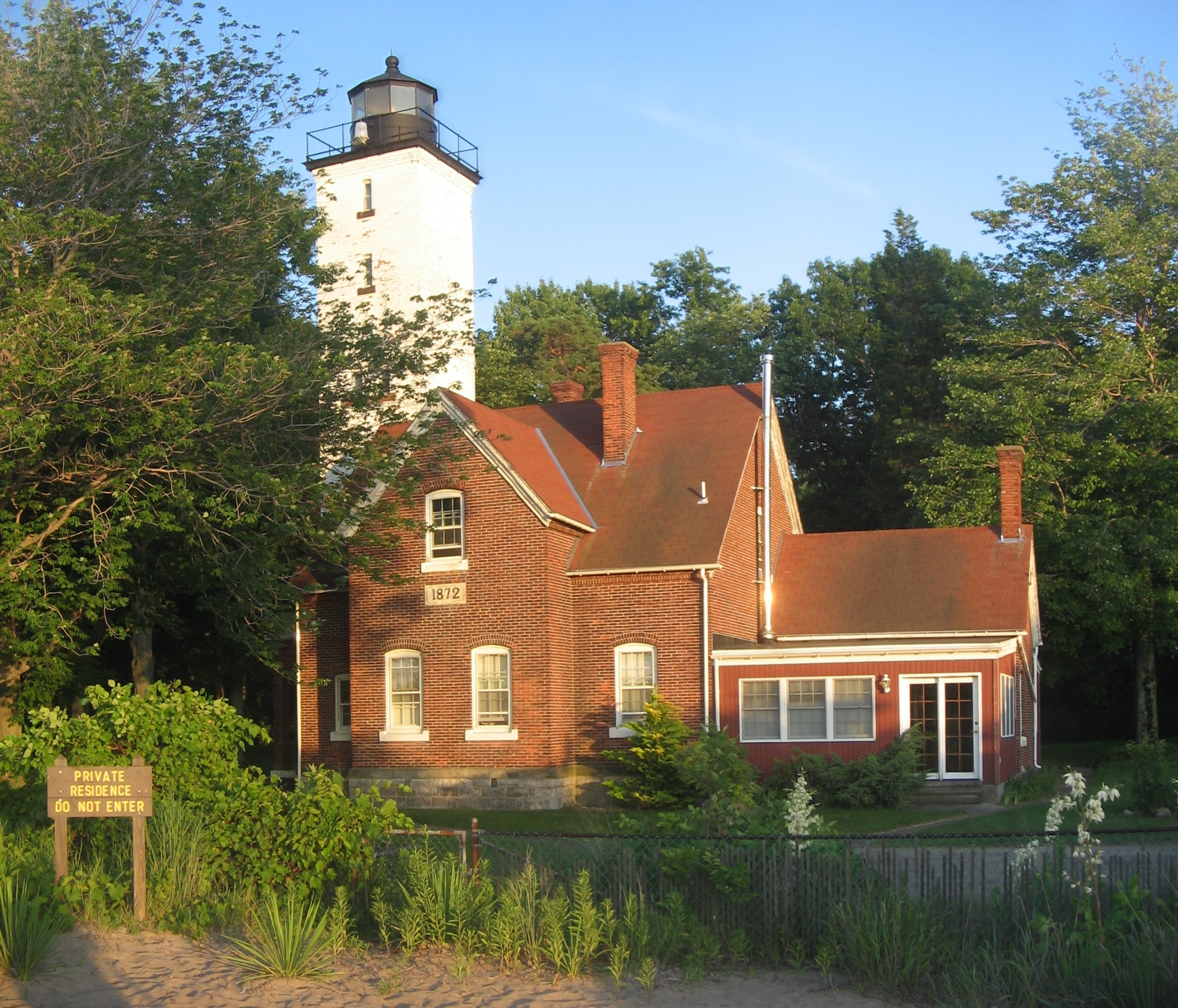
Le phare de Presque Isle inauguré en 1873 et qui est toujours en service.

La péninsule forme la baie de Presque Isle, qui sert de port naturel pour la ville d'Érié. Pendant le XIXe siècle, comme le lac Érié a vu une importante augmentation de la navigation, des structures d'aide à la navigation ont été construites sur la péninsule. En 2007, deux phares principaux se trouvent dans le parc. L'Erie Harbor North Pier Light a été érigé en 1830, construit en bois. En 1858, une structure plus résistante en acier a été importée de France et installé à Érie pour remplacer la tour en bois qui avait été endommagée par une goélette. Le feu est encore visible à l'extrémité orientale du parc, près de l'entrée entre le lac et la baie.
Le phare de Presque Isle a été construit en 1872 sur le côté nord de la péninsule et a été inauguré le 12 juillet 1873. Le feu de ce phare est à 23 mètres de hauteur et jouxte une maison de brique rouge qui est utilisée aujourd'hui par les employés du parc. Aujourd'hui, le phare est maintenu par les garde-côtes américains et une lumière blanche clignote pour avertir les navires de la péninsule de sable qui s'avance dans le lac Érié. Un troisième phare, plus petit, a été construit en 1906 par Erie Waterworks du côté de la baie de Presque Isle. Aujourd'hui, il se trouve dans le débarcadère du ferry pour le service de bateau-bus d'Érié sur un sentier du parc sur le côté sud-est de la péninsule,.
Le district 9 de l'United States Life-Saving Service a ouvert une station de sauvetage (« LSS » en anglais) à Presque Isle en 1876. William Clark en a été le gardien de 1877 jusqu'à sa noyade en 1891. Il a été remplacé par Andrew Jansen qui fut le gardien jusqu'en 1914. Lorsque l'United States Life-Saving Service et l'United States Revenue Cutter Service ont fusionné en 1915 pour devenir l'United States Coast Guard, la LSS Presque Isle, aussi appelé la station de sauvetage d'Érié, est devenu la station des garde-côtes no 236. La station, toujours en activité, fait partie du neuvième district des garde-côtes américains.

### Période moderne et protection
En 1908, la ville d'Érié a commencé à construire un réseau d'acheminement d'eau sur la péninsule pour fournir de l'eau douce à la ville. L'eau du lac Érié a été pompée dans deux bassins situés sur Presque Isle, où les particules en suspension dans l'eau pouvaient se sédimenter. Ce processus permettait de les retirer de l'eau et après le traitement, l'eau coulait dans les conduites vers la ville. En 1917, une station de pompage alimentée par une chaudière à vapeur et un moteur a été construite pour pomper l'eau d'un bassin à l'autre, puis à travers la baie de Presque Isle jusqu'à Érié. Ce système d'approvisionnement en eau potable a fonctionné jusqu'en 1949. La station de pompage est maintenant utilisée pour le contrôle de la moule zébrée (Dreissena polymorpha) et comme magasin de location de vélos et de calèches pour le parc.

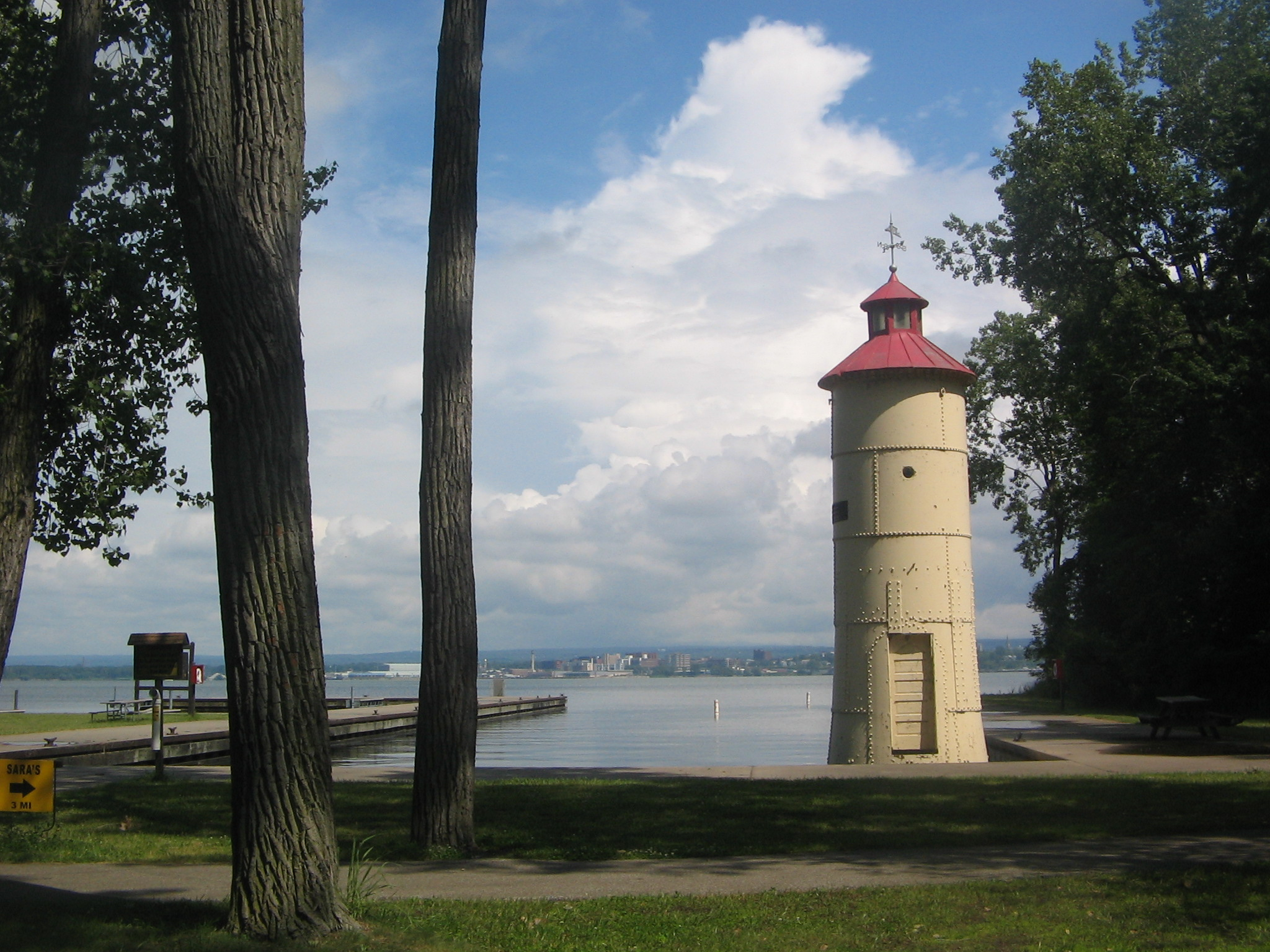
Le petit phare

Les plages de Presque Isle étant les seules de Pennsylvanie où il était possible de pratiquer le surf, elles étaient déjà une attraction touristique lorsque l'État a autorisé la création d'un parc d'État à Érie en mai 1921. Une commission locale, incluant des représentants locaux, a reçu la charge du projet au lieu de l'organe d'État chargé des forêts et de l'eau (Department of Forests and Waters). Presque Isle est rapidement devenue le parc d'État les plus populaires en Pennsylvanie en étant un des premiers exemples de localisation d'un parc d'État à proximité d'une ville, une tendance qui allait devenir courante en Pennsylvanie dans les années 1960.
La première route pavée a été construite dans le parc en 1924, et aujourd'hui 21 kilomètres de routes sillonnent le parc. La route 832 de Pennsylvanie, qui est la principale route du parc, est également connue comme la route de la péninsule (Peninsula Drive). Presque Isle a été dénommé « parc d'État de la péninsule » (Peninsula State Park). Le Perry Monument du parc a été construit en 1926 près de Misery Bay et les sépultures de Graveyard Pond.
En 1937, les publications officielles désignent le parc sous son appellation moderne, le « parc d'État de Presque Isle ». La même année, la parc accueille 1,4 million de visiteurs. Dans les années 1950, la péninsule a été élargie pour accueillir de nouvelles routes et des places de stationnement, avec l'ajout de 3 millions de mètres cubes (2 294 000 m3 plus exactement) de sable dragué de l'intérieur de la péninsule. Le bassin créé est devenu la marina actuelle. De nouvelles installations ont été construites, comme trois petits bâtiments de bain publics construits en 1957. Cette même année, Gull Point (à l'extrémité orientale de la péninsule) a été nommé aire naturelle préservée par l'État,.
En novembre 1967, Presque Isle a été nommé National Natural Landmark par le National Park Service. Une recommandation a été faite de supprimer le conseil d'administration indépendant dès 1930, bien que cela ne se soit pas fait avant le 19 janvier 1971 avec la création d'un organe de l'État chargé des Ressources environnementales (Department of Environmental Resources qui devint plus tard le Department of Conservation and Natural Ressources, DCNR),. De 1989 à 1992, plus de cinquante digues ont été construites le long de la rive ouest et nord de la péninsule pour aider à lutter contre l'érosion. Dans le cadre d'un plan des parcs d'État du DCNR en 2000, Gull Point a été qualifié de « zone naturelle de arc d'État pour le repos des oiseaux migrateurs et rares, [pour qu'ils puissent] se nourrir et éventuellement nidifier »,.
Le Tom Ridge Environmental Center (TREC), à l'entrée du parc, a ouvert en mai 2006. En 2007, le bureau des parcs du DCNR, qui administre l'ensemble des 120 parcs d'État de la Pennsylvanie, avait choisi Presque Isle pour sa sélection des « vingt parcs d'État de Pennsylvanie à voir absolument », invoquant son statut de seule plage de surf de Pennsylvanie, son statut de National Natural Landmark et « [sa] diversité géologique et biologique et son importance historique ». Il a été inclus comme un des seize parcs d'État mis en avant dans le premier calendrier civil officiel des parcs de Pennsylvanie en 2008. Des scènes pour le film La Route ont été tournées à Presque Isle en avril 2008 avec une des plages utilisée comme décors pour le bord de mer.
Une tornade a touché le parc d'État le 27 juin 2010. Évaluée « EF0 » sur l'échelle de Fujita améliorée, elle a abattu des lignes électriques et des arbres et a également endommagée une plate-forme d'observation. Presque Isle a été fermée le 28 juin pour faciliter le nettoyage des débris et a rouvert le lendemain matin.

## Géologie et climat

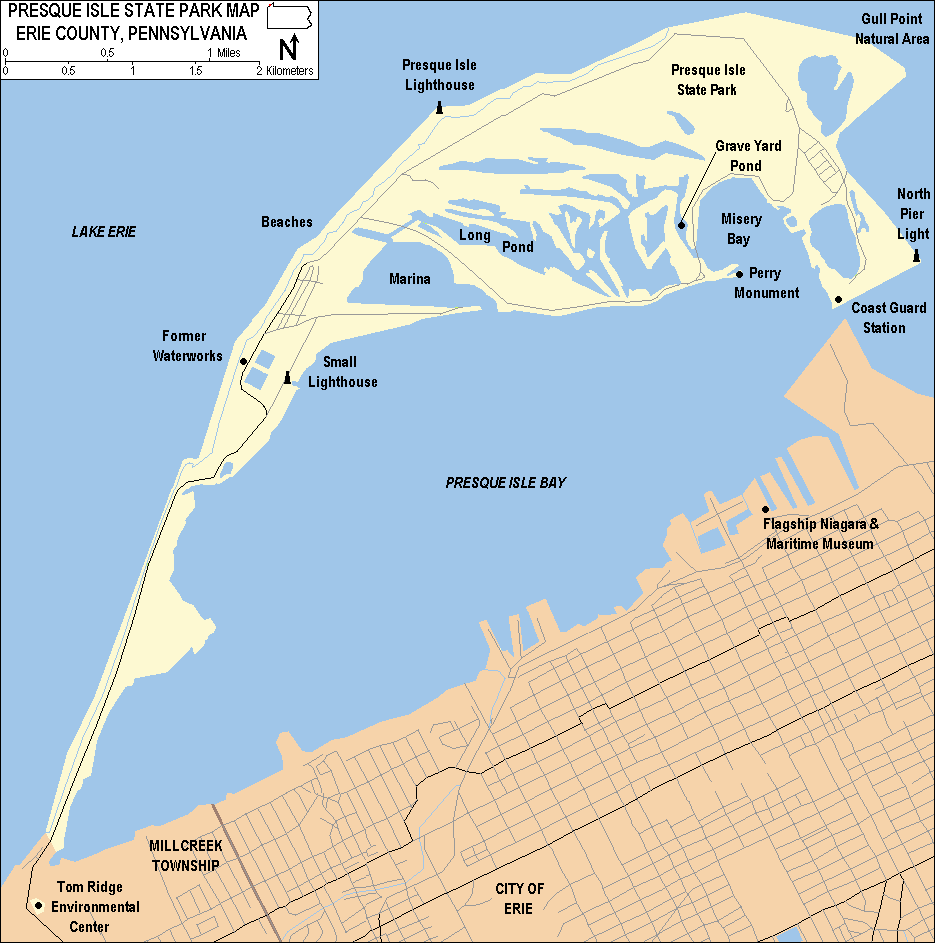
Plan du parc d'État de Presque Isle

Presque Isle est un cordon littoral, plus précisément une langue de sable recourbée, qui s'est formé au cours de la période glaciaire du Wisconsin, qui a pris fin environ vers Ce siècle av. J.-C. (-10000) et a été la dernière glaciation majeure du continent. La calotte glaciaire a avancé dans le bassin maintenant occupé par le lac Érié, s'est arrêtée pendant un certain temps, et s'est retirée vers le nord en laissant derrière elle une moraine. Cette moraine qui marque la fin de l'épisode de l'avance glaciaire, se compose d'argile, de sable et de gravier, et est devenue finalement la péninsule de Presque Isle. Les dépôts sont constamment retravaillés par les vagues et se déplacent  progressivement vers le nord en raison de la dérive littorale,.
Malgré son nom, Presque Isle a été une île plutôt qu'une péninsule pendant de brèves périodes. Elle a été coupée d'un lien vers la partie continentale quatre fois depuis 1819, la plus longue coupure étant sur 32 ans de 1832 à 1864, et chaque fois que le Corps du génie de l'armée des États-Unis l'a reconnectée.
La péninsule a été ébréchée à cinq reprises entre 1917 et 1922, soit un an après que Presque Isle est devenu un parc d'État. Alors que les réparations consistaient principalement à colmater la brèche avec des ballots de foin et de bois, dans les années 1950 un programme d'État et fédéral a permis la construction d'une digue en béton. Cinquante-huit brise-lames, construits en 1992 pour ralentir l'érosion, ont « capturé » le sable et considérablement ralenti son mouvement vers l'est, mais même avec les brise-lames, du sable doit être ajouté annuellement pour combler les plages.
Presque Isle protège l'environnement naturel de la baie de Presque Isle, qui crée un large port en eau profonde pour la ville d'Érié. La baie est souvent remplie de bateaux de plaisance ainsi que de cargos venus essentiellement des port des Grands Lacs. Toutefois, Érié est devenu un port international après l'ouverture de la Voie maritime du Saint-Laurent en 1959.
La plus haute température enregistrée dans le parc est de 38 °C en 1988, et la plus basse de −28 °C en 1994. En 2007, Érié était la 13e ville la plus enneigée des États-Unis avec une moyenne de 220 cm. Lors de l'hiver 2007-2008, Érié a reçu 301 cm de neige.
| Mois                              | jan. | fév. | mars | avril | mai  | juin  | jui. | août  | sep.  | oct. | nov.  | déc. | année   |
| --------------------------------- | ---- | ---- | ---- | ----- | ---- | ----- | ---- | ----- | ----- | ---- | ----- | ---- | ------- |
| Température minimale moyenne (°C) | −6,7 | −6,1 | −2,2 | 3,3   | 9,4  | 15    | 17,8 | 17,2  | 13,3  | 7,8  | 2,2   | −2,8 | 5,69    |
| Température maximale moyenne (°C) | 0,6  | 2,2  | 7,2  | 13,3  | 19,4 | 24,4  | 26,7 | 26,1  | 22,2  | 16,1 | 9,4   | 3,9  | 14,31   |
| Précipitations (mm)               | 64,3 | 57,9 | 79,5 | 85,9  | 84,8 | 108,7 | 83,3 | 106,9 | 120,1 | 99,6 | 100,6 | 94,7 | 1 086,4 |

## Flore et faune

### Zones naturelles et succession écologique

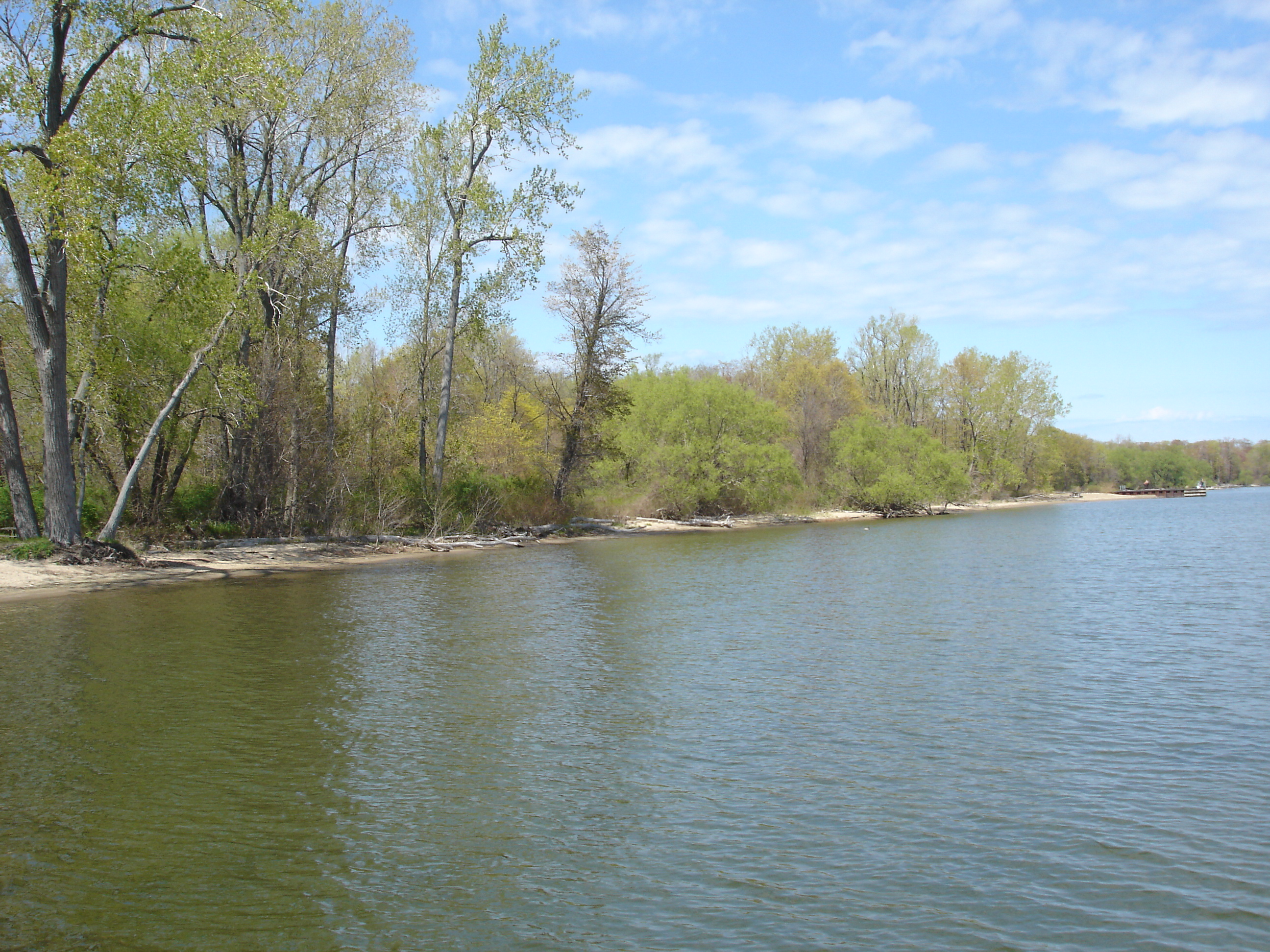
La rive du côté baie.

Selon le Pennsylvania Department of Conservation and Natural Resources (DCNR), comme Presque Isle contient « de nombreux habitats uniques, le parc héberge plus  d'espèces en voie de disparition, menacées ou rares que toute autre région de taille comparable en Pennsylvanie ». Le DCNR reconnaît sept différentes zones écologiques dans le parc, chacune avec une communauté animale et végétale spécifique. Ces zones sont : le lac Érié, la baie et le littoral, les plaines de sable clair et les nouveaux étangs, les dunes et crêtes de sable, les marais et les étangs anciens, les fourrés et forêts secondaires et la forêt primaire. Le lac Érié, qui entoure le parc, est la première zone et abrite 80 espèces de poissons et au moins six espèces de crustacés,.
Les autres zones écologiques, de la rive à la forêt primaire, sont une illustration classique de la notion de succession écologique. Une grande partie de cette progression est due à la nature changeante de Presque Isle et de ses rives  et dunes instables. Le littoral, la deuxième zone, est formée par l'action des vagues et est en équilibre entre érosion et dépôts, avec les plantes pionnières stabilisant le sable de la nouvelle ligne de rivage. La plaine nouvellement formée de sable fin et les étangs formés par elle sont la troisième zone. Les étangs commencent comme des poches d'eau piégées du lac et peuvent s'éroder ou être comblés par des vents de sable. Les nouveaux étangs offrent un habitat pour les plantes et les animaux : par exemple, le parc abrite 89 espèces d'odonatoptères (libellules) et de lépidoptères (papillons), dont 35 espèces différentes de papillons, ainsi que 84 espèces différentes d'araignées,.

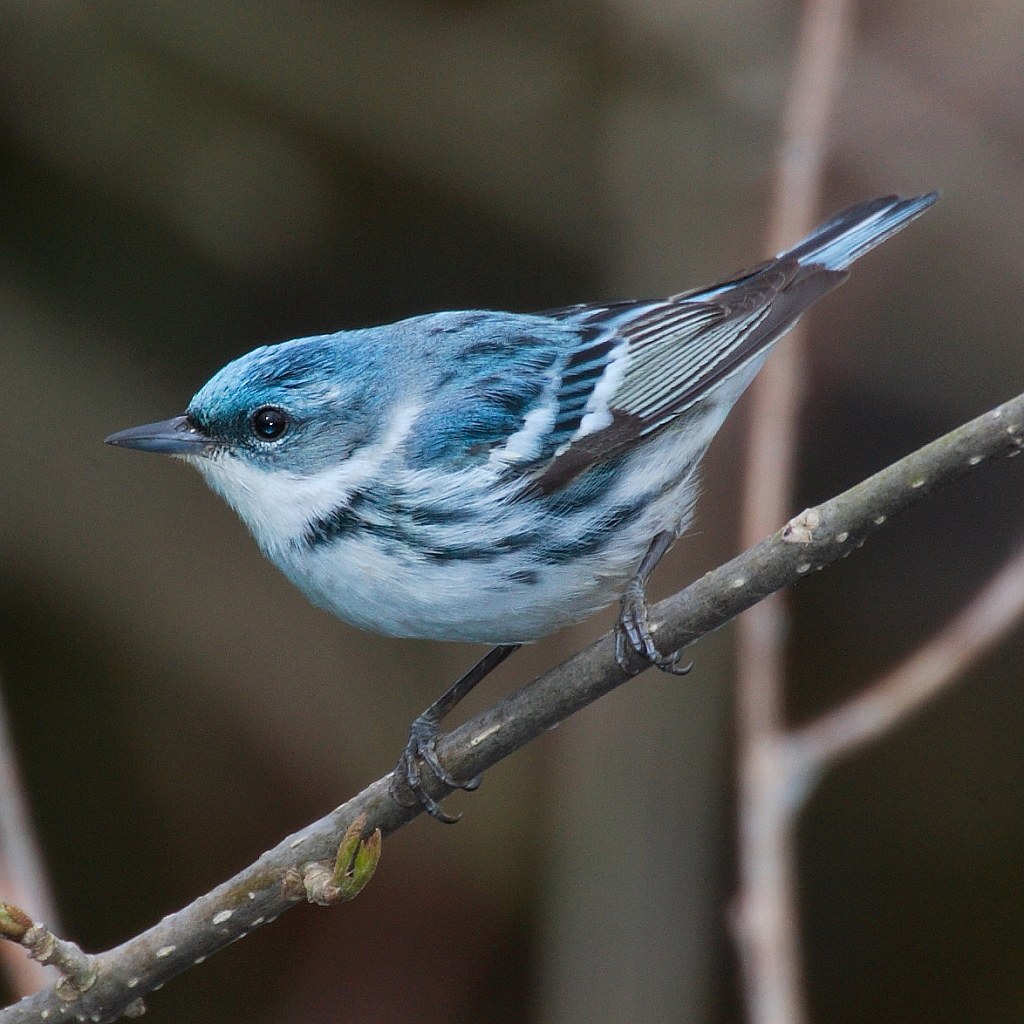
La Paruline azurée est l'une des espèces d'oiseaux présentes dans le parc.

Les dunes et les crêtes sont la quatrième zone, formée lorsque le sable de la plage est transporté par le vent et les vagues se retrouve piégé par la végétation. Les dunes sont stabilisées par des graminées, suivis par d'autres types de végétation. Cela fournit un habitat pour les amphibiens, les oiseaux, les mammifères et les reptiles. Les plus anciennes dunes peuvent abriter des étangs. Ces dunes et étangs sont souvent des restes de côtes antérieures à l'exemple du Long Pond juste à l'est du port de plaisance dont les dunes marquent la rive Est de 1862. La cinquième zone écologique se compose de vieux étangs et marais. Les étangs, protégés par des dunes, sont plus stables et supportent plus de vie végétale et animale, c'est-à-dire une grande biodiversité. Comme ils se remplissent de végétation, ils se transforment en marais. Près de 400 espèces de vertébrés terrestres vivent sur Presque Isle, dont 318 oiseaux différents, 48 espèces de mammifères, 13 types d'amphibiens et 19 espèces de reptiles.
Les sixième et septième zones écologiques sont caractérisées par leurs arbustes et arbres. Le parc d'État de Presque Isle abrite 633 espèces végétales (195 monocotylédones, 410 dicotylédones, 5 gymnospermes, 5 Equisetum, 13 fougères et 5 mousses). La sixième zone se forme lorsque les arbustes poussent dans les marais qui meurent, suivis par l'apparition de petits arbres. L'ombre des arbres et des fourrés conduit à une forêt subclimax. La septième et dernière zone est la forêt subclimax en elle-même où de nombreux grands arbres forment une canopée. Si laissé à l'état naturel sans intervention humaine, cette succession écologique est censée prendre 600 ans ou plus, même si les visiteurs du parc d'État de Presque Isle peuvent traverser l'ensemble de ces zones sur 8 kilomètres.
La Société nationale Audubon de Pennsylvanie a listé le parc comme Important Bird Area (IBA) no 1 de l'État et il a été classé par le magazine Birder’s World comme l'un des meilleurs endroits pour observer les oiseaux aux États- Unis,. La diversité des habitats sur la péninsule en fait un lieu idéal pour la nidification de plus de 320 espèces d'oiseaux. À titre de comparaison, les États-Unis ont dans leur ensemble environ 925 espèces d'oiseaux. Quarante-cinq des espèces d'oiseaux trouvés dans le parc sont classés comme « en danger » ou « menacées », y compris le Pluvier siffleur (Charadrius melodus), la Paruline azurée (Setophaga cerulea), le Quiscale rouilleux (Euphagus carolinus) et le Bruant à queue aiguë (Ammodramus caudacutus),. La sauvagine et les petits échassiers vivent à Presque Isle à l'année. Quatre espèces de laridés et de trois espèces de sternes peuvent être vus à Gull Point pendant les mois d'été. Beaucoup de différentes espèces de plantes et d'animaux peuvent également être trouvés au parc d'État de Presque Isle en raison de la grande diversité des zones écologiques.

### Gull Point Natural Area

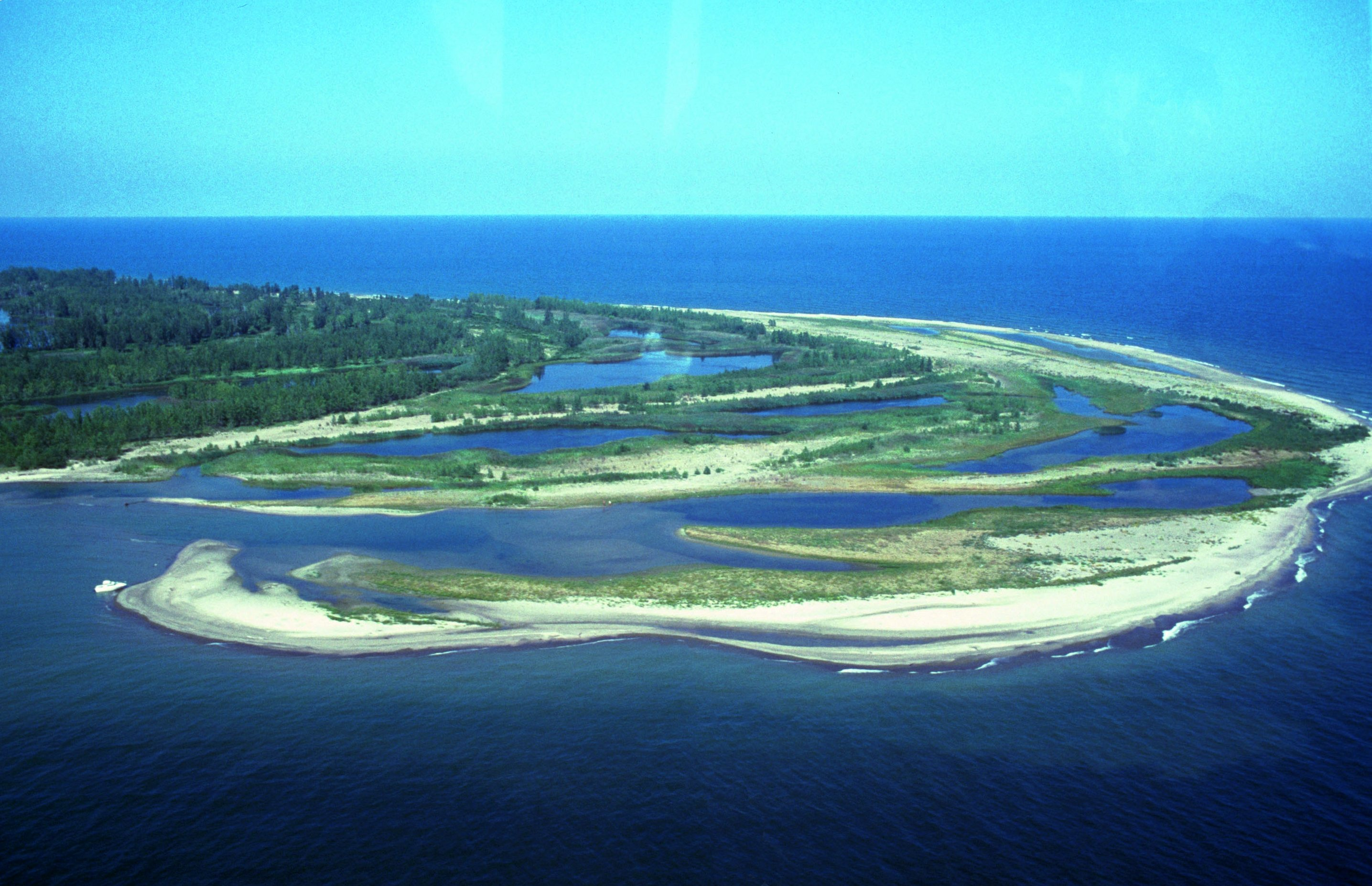
Vue aérienne de Gull Point du parc d'État de Presque Isle.

Les Hommes ont joué un rôle dans l'écologie de Presque Isle depuis au moins les Nord-amérindiens de la Nation du Chat. La dérive naturelle de sable est entravée ou arrêtée par des digues, des structures permanentes et des routes. Les routes n'absorbent pas l'eau de pluie, provoquant de l'érosion et altérant les habitats naturels. Les excavations comme celles des bassins ou du port de plaisance ont détruit les habitats mais la reconstitution annuelle artificielle de sable contribue à en créer de nouveaux. Un site du parc est cependant fermé à toute utilisation publique d'avril à novembre pour minimiser l'impact de l'homme : c'est la partie la plus orientale du parc nommée Gull Point,.
Gull Point, au parc d'État de Presque Isle est un propre parc naturel de l'État de Pennsylvanie. Ces zones fournissent des endroits pour l'observation scientifique des écosystèmes naturels et protègent des points d'intérêts naturels ainsi que des habitats de plantes et animaux uniques et typiques,.
Gull point couvre 129 hectares, dont 27 forment la zone naturelle et sont fermés au public au cours des périodes des migrations d'oiseaux, cette zone étant un refuge, un lieu de repos et de nidification des oiseaux. La plupart des espèces d'oiseaux qui reste à Gull Point sont uniques en Pennsylvanie. Presque Isle se trouve sur la voie migratoire de l'Atlantique, une route migratoire majeure, et certains de ces oiseaux migrent jusqu'au cercle Arctique (en avril) ou en Amérique du Sud (en novembre).
L'érosion et le dépôt de sable, qui a formé Gull Point, continue à changer cette zone. De mai 1991 à octobre 2006, Gull point a perdu un total de 1,9 hectare, et si cette tendance se poursuit, la zone pourrait devenir une île. Après la construction des digues en 1992, moins de sable a été nécessaire pour reconstituer les plages. Le financement fédéral pour le transport de sable a été coupé depuis 2005, conduisant à une réduction supplémentaire dans la quantité de sable ajoutée à la péninsule. Sans sable, l'érosion a réduit les plages du nord de Gull Point, alors même que les régions à l'est et au sud ont continué à croître à un rythme plus lent, pour une perte nette annuelle de 0,16 hectare.

## Tom Ridge Environmental Center
Le Tom Ridge Environmental Center' (TREC) est la porte d'entrée et le centre administratif du parc d'État de Presque Isle. Il accueille également des expositions éducatives interactives, un centre de découvertes, des salles de classe et des laboratoires de recherche. Le TREC, qui a ouvert officiellement le 26 mai 2006, est construit sur 4,9 hectares près de la route 832 sur une falaise surplombant le lac Érié. Le TREC est nommé d'après l'ancien gouverneur de Pennsylvanie Tom Ridge, qui a grandi à Érié, a travaillé dans le parc étant jeune et a fourni des fonds pour le centre et de nombreux projets de Presque Isle pendant son administration,.
La construction du centre a commencé en 2002, bien que l'idée d'un tel centre à Presque Isle remontât à environ 50 ans,. L'organisation du parc d'État de Presque Isle a commencé à prendre le TREC comme siège à partir de 2005, et ce dernier est également notamment le foyer des programmes des Grands Lacs et de la gestion des zones côtières du Pennsylvania Department of Environmental Protection (DEP), du programme de la Société nationale Audubon locale et d'une association de conservation de l'Hirondelle noire.
Les installations de 6 000 m2 du Tom Ridge Environmental Center comprennent huit laboratoires de recherche (dont plusieurs grands aquariums), plusieurs salles de classe, un centre de découvertes pour les jeunes élèves et des expositions d'interprétation soulignant la flore et la faune locales et régionales, ainsi que l'histoire humaine et la culture de la région. Le centre propose également une salle de cinéma grand format, un petit théâtre, une boutique, une cafétéria et une tour d'observation haute de 23 mètres qui surplombe le lac Érié. Le centre a été construit comme un bâtiment à faible dépense énergétique.

## Loisirs
En plus des installations du TREC, le parc d'État de Presque Isle permet des activités récréatives en journée près des côtes du lac Érié et dans la baie, ainsi que sur ses sentiers et des lagunes intérieures. Le canotage, le canoë et le kayak, la pêche et le ski nautique sont des sports communs en été, alors que la randonnée pédestre, la bicyclette, le patinage à roulettes et l'observation des oiseaux sont quelques-unes des activités du parc. La pêche sur glace, la voile sur glace, le patinage sur glace et le ski de fond occupent les visiteurs en hiver. Deux des plages disposent de terrains de volley-ball. Aucuns frais d'entrée ne sont demandés pour le parc ou même le TREC.
Quasiment tous les types de bateaux sont autorisés sur le lac Érié. Les bateaux à moteur à combustion interne sont interdits dans la baie et les lagunes intérieures du parc d'État de Presque Isle, à l'exception du Grave Yard Pond où il est possible de louer des bateaux à moteur, des canots et des kayaks. Le parc possède également un port de plaisance pouvant accueillir 500 bateaux. Il est ouvert aux bateaux allant jusqu'à 13 mètres de long et comporte cinq cales de mises à l'eau. Des excursions en bateau sont proposées pour faire le tour de la zone. Les conditions de navigation sur le lac Érié peut changer rapidement et les plaisanciers sont invités à faire preuve de prudence.
Le ski nautique et la plongée sous-marine sont autorisés au parc d'État de Presque Isle dans les zones désignées du lac Érié. Par exemple, le ski nautique ne peut se faire qu'à plus de 150 mètres de la rive. Les plongeurs doivent être certifiés et sont tenus de se déclarer au bureau du parc pour obtenir des informations sur les eaux qui sont ouverts à la plongée.
Le parc d'État de Presque Isle dispose de deux zones de pêche distinctes. Le lac Érié permet la pêche de la perche, de la truite, du doré jaune, de l'achigan et de la truite arc-en-ciel, tandis La baie de Presque Isle permet essentiellement la pêche du maskinongé, du brochet, du crapet, de l'éperlan. La chasse est interdite dans le parc, à l'exception des canards et des oies dont la population est contrôlée.
Le parc d'État de Presque Isle compte treize plages et est le seul spot de surf en Pennsylvanie. Chaque plage ouvre le week-end du Memorial Day (dernier lundi du mois de mai) et ferme le week-end du Labor Day (premier lundi de septembre.). Les sauveteurs sont actifs de 10 h à 19 h 30. Des installations de pique-nique sont disponibles près de la plupart des zones de baignade.

Panorama d'une plage du parc d'État de Presque Isle.